# Masistyloides kononenkoi
Masistyloides kononenkoi là một loài ruồi trong họ Tachinidae.